# 伊特尔 (奥地利)
伊特尔（德語：Itter）是奥地利蒂罗尔州基茨比尔县的一个市镇。总面积10.44平方公里，总人口1115人，人口密度106.8人/平方公里（2005年）。